# Атурнарсе
Атурнарсе — імовірний правитель (шахиншах) Ірану 309 року. Був старшим сином і спадкоємцем Ормізда II.

## Життєпис
Достовірних свідчень правління Атурнарсе наразі не збереглось. Дослідники вважають, що Атурнарсе був проголошений царем після смерті Ормізда II й за короткий період часу виявив надзвичайну лють, стративши не тільки високопосадовців, але й членів власної родини. Зрештою він наказав стратити й вагітну дружину (чи наложницю) свого батька. Але до того часу при дворі вже назріла змова, й Атурнарсе встигли вбити до того, як наказ було виконано.
Арабський історик ат-Табарі надає зовсім інші відомості про спадковість. За його словами Ормізд II помер, не залишивши сина, тому перська знать обрала царем ще не народженого Шапура II.